# Europsko prvenstvo u košarci za žene – Jugoslavija 1980.
Europsko prvenstvo u košarci za žene 1980. godine održalo se u BiH, u Jugoslaviji 1980. godine.
Natjecanje je održano od 19. rujna do 28. rujna 1980. godine  u Banjoj Luci, Maglaju, Bosanskom Brodu i Prijedoru. Zlatnu medalju osvojio je SSSR, srebrnu Poljska, a brončanu Jugoslavija. Najbolji strijelac prvenstva je bila Zorica Đurković iz Jugoslavije s 23,8 koša po utakmici.